# Emirates Tower Two
L’Emirates Tower Two, aussi appelée Emirates Towers Hotel ou Jumeirah Emirates Towers Hotel est un gratte-ciel de Dubaï.
C'était la troisième tour la plus haute de Dubaï lors de sa construction en l'an 2000, derrière l'Emirates Office Tower (355 m) et le Burj-Al-Arab (321 m).
L’Emirates Tower Two, entièrement occupée par un hôtel, est située juste à côté de l'Emirates Tower One, tour de bureaux jumelle, le long de la rue Sheikh Zayed et à proximité du quartier financier de Dubaï.
Les Emirates Twin Towers de Dubaï, dont la construction a été achevée en avril 2000, sont devenues emblématiques du paysage et témoignent du développement extrêmement dynamique de ce petit émirat depuis plus de 10 ans.
Conçues par le bureau d'études NORR Group Consultants International, les tours Emirates se détachent dans le ciel bleu de Dubai, sur Sheikh Zayed Road, avec leur 355 et 309 mètres de hauteur. les deux buildings s'insèrent dans la nouvelle extension urbaine de la ville comme l'élément terminal de Dubai International Financial Center, en se confrontant à un autre symbole, The Gate Bulding.
À l'époque de leur édification, les Emirates Twin Tower comptaient parmi les 20 constructions les plus hautes au monde et parmi les premières au Moyen-Orient ; elles réinterprétaient la typologie architecturale des tours jumelles, selon un thèmes figuratif largement adopté dans des plus grandes métropoles occidentales. Les Twin Tower de New York, bien sûr, The Marine City à Chicago et plus récemment les tours Petronas de Kuala Lumpur en sont des exemples illustres.
La particularité stylistique des deux tours réside dans un mariage délibéré entre high-tech et tradition, entre expérimentation et mémoire, entre moderne et ancien selon une approche conceptuelle qui caractérise une grande partie de la nouvelle architecture des Émirats arabes unis. Cette volonté d'établir un lien idéal entre passé et avenir a imposé le recours à des matériaux et à des technologies innovants, aux formes et aux géométries simples et élémentaires, issues de la culture locale.

## Accident
Le 24 février 2018, la célèbre actrice indienne Sridevi se noie accidentellement dans la baignoire de la suite 2201 de l'hôtel Jumeirah Emirates Towers,.